# Coussapoa sprucei
Coussapoa sprucei là loài thực vật có hoa trong họ Tầm ma. Loài này được Mildbr. mô tả khoa học đầu tiên năm 1928.